# Lichess
Lichess er en skakhjemmeside, hvor alle kan spille gratis - enten anonymt eller som registreret bruger. Sidstnævnte er nødvendigt, hvis man vil spille med en rating. På hjemmesiden tilbydes forskellige skakformer såsom lynskak og korrespondanceskak, samt en række mere utraditionelle varianter som for eksempel Skak960, Crazyhouse-skak, King of the Hill og Horde. 
Lichess har også sektioner med forskellige former for selvstudier, hvilket inkluderer indføring i de grundlæggende skakregler og mere avancerede taktikøvelser. Derudover inkluderer hjemmesiden blandt andet turneringer, åbningsdatabaser, analyseværktøjer og et forum, hvor brugerne kan diskutere skak eller andre emner.
Der er ingen reklamer på Lichess, ligesom der heller ikke opkræves betaling for at spille på hjemmesiden. Den franske grundlægger Thibault Duplessis er modstander af reklamefinansiering på internettet. I stedet er Lichess skabt som en open source hjemmeside, der primært drives af frivillige udviklere. Udgifter til servere m.m., som ifølge den seneste opgørelse årligt løber op i over 415.000 USD, dækkes af frivillige donationer fra hjemmesidens brugere. Kun grundlæggeren, der som den eneste arbejder fuld tid på hjemmesiden, modtager en fast løn finansieret af donationerne. Lichess er registreret som en fransk velgørenhedsorganisation.
Ifølge Lichess' egne opgørelser spilles der hver måned over 40 million partier på hjemmesiden. Man har registreret over 90.000 aktive brugere på én gang. Blandt de tusindvis af registrerede brugere er nogle af verdens højest rangerede stormestre, heriblandt den norske verdensmester Magnus Carlsen. Lichess er den næstmest populære skakhjemmeside i verden, kun overgået af Chess.com.
Der afholdes regelmæssigt online turneringer om pengepræmier for de bedst ratede spillere i blizt- og bullet-skak på Lichess. Der er dog også dagligt talrige turneringer i forskellige åbne formater, hvor der kun spilles om æren.
Den 5. maj 2019 lancerede Lichess et nyt responsivt design, Lichess v2, så hjemmesiden fremover automatisk tilpasser sig brugeren skærmstørrelse. Det gør det blandt andet lettere at spille på Lichess direkte i browseren på en smartphone. Lichess findes dog også fortsat som gratis, reklamefri app til både Android og iOS.